# Municipio de Chisago Lake
El municipio de Chisago Lake (en inglés: Chisago Lake Township) es un municipio ubicado en el condado de Chisago en el estado estadounidense de Minnesota. En el año 2010 tenía una población de 4656 habitantes y una densidad poblacional de 34,19 personas por km².

## Geografía
El municipio de Chisago Lake se encuentra ubicado en las coordenadas 45°25′27″N 92°47′31″O / 45.42417, -92.79194. Según la Oficina del Censo de los Estados Unidos, el municipio tiene una superficie total de 136.19 km², de la cual 112,04 km² corresponden a tierra firme y (17,73 %) 24,15 km² es agua.

## Demografía
Según el censo de 2010, había 4656 personas residiendo en el municipio de Chisago Lake. La densidad de población era de 34,19 hab./km². De los 4656 habitantes, el municipio de Chisago Lake estaba compuesto por el 97,16 % blancos, el 0,09 % eran afroamericanos, el 0,3 % eran amerindios, el 1,12 % eran asiáticos, el 0,24 % eran de otras razas y el 1,1 % eran de una mezcla de razas. Del total de la población el 1,42 % eran hispanos o latinos de cualquier raza.